# Hershman R. John
Hershman R. John és un poeta i professor navaho a Sand Springs. Màster en Belles Arts, el 1998, és autor de Wooden Duck (1998), Coyote’s eyes (1995) i altres.